# Lemme de Barbalat
 (avril 2021).
Le lemme de Barbalat est un résultat d'analyse démontré par le mathématicien roumain Ion Barbălat en 1959. Il est parfois utilisé dans l'étude des équations différentielles.

## Énoncé
Lemme de Barbălat — Soit {\displaystyle f:\mathbb {R} \to \mathbb {R} } une fonction uniformément continue dont l'intégrale sur {\displaystyle \mathbb {R} } (au sens de Riemann) converge.
Alors {\displaystyle {\underset {x\to \pm \infty }{\lim }}f(x)=0}.

## Contre-exemple

Le triangle centré en est d'aire.

L'hypothèse d'uniforme continuité est essentielle, même si la fonction est positive. En effet, si l'on considère la fonction affine par morceaux f définie par :
 et  
et f nulle ailleurs, la fonction f est bien intégrable, car : {\displaystyle \int _{-\infty }^{+\infty }|f(t)|\,\mathrm {d} t=\sum _{k=1}^{+\infty }{\frac {1}{k^{2}}}<+\infty }.
Or, {\displaystyle f} ne tend pas vers {\displaystyle 0} en {\displaystyle +\infty } (elle n'est même pas bornée).